# Weissia levieri
Weissia levieri är en bladmossart som beskrevs av Kindberg 1897. Weissia levieri ingår i släktet krusmossor, och familjen Pottiaceae. Inga underarter finns listade i Catalogue of Life.